# Quadient

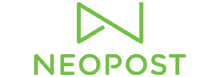
Ehemaliges Neopost-Logo

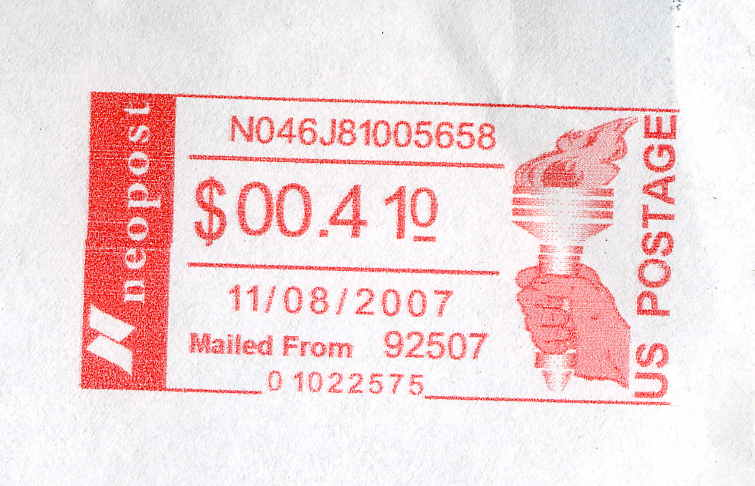
Beispiel einer Frankierung mit Neopost

Quadient (ehemals Neopost) ist ein französisches börsennotiertes Unternehmen im Bereich der Postbearbeitungssysteme. Es hat Direktvertretungen in 29 Ländern, beschäftigt 5.900 Mitarbeiter und erzielte im Jahr 2016 einen Jahresumsatz von 1,2 Mrd. Euro. Seine Produkte und Dienstleistungen werden in über 90 Ländern verkauft.
Die Quadient-Gruppe ist Anbieter auf den Märkten für Poststellenausrüstungen und Logistiklösungen, etwa für das Frankieren, Falzen/Kuvertieren und Adressieren, für das Logistik-Management und die Sendungsnachverfolgung. Das Unternehmen bietet Dienstleistungen in den Bereichen Softwarelösungen, Consulting, Kundendienst und Finanzierung. Quadient ist im Compartment A der Euronext Paris börsengeführt und im SBF-120-Index aufgeführt. Der Geschäftssitz der deutschen Niederlassung befindet sich in München.
Im September 2019 gab Neopost bekannt, seinen Markenauftritt grundlegend zu ändern. Seit einer Umfirmierung tritt das Unternehmen unter dem Namen Quadient auf.

## Geschichte
- 1948: Gründung Stielow GmbH & Co. KG
- 1968: Entwicklung der ersten Kuvertiermaschine und Gründung der Hasler GmbH (später: Ascom Hasler GmbH)
- 1992: Gründung von Neopost aus dem Alcatel-Konzern, Einführung moderner Modemtechnologie in der Fernwertvorgabe (TMS/Credifon)
- 1999: Börsennotierung am Premier Marché von Euronext Paris
- 2000: Markteinführung der Frankiersysteme aus der digitalen Inkjet-Serie IJ
- 2002: Ascom Hasler GmbH und Stielow GmbH & Co. KG gehören zur Neopost-Gruppe
- 2003: Gründung der eigenen Leasinggesellschaft Mail Leasing GmbH, Vorstellung dynamisches Wiegesystem
- 2004: Einführung der FRANKIT-Technologie – die neue digitale Freimachung der Deutschen Post AG
- 2005: Neopost GmbH & Co. KG vereint die Unternehmen Stielow und Neopost, BTA Digital Works AG (Output-Management-Lösungen) wird Tochter des Neopost-Konzerns
- 2006: ISO-Zertifizierungen 9001, 14001 und 18001
- 2007: Franck & Nennecke und Hadeler Postbearbeitung werden in die Neopost-Gruppe integriert
- 2008: Neopost-Gruppe übernimmt die MW Mailtec GmbH in Oberursel und den Spezialisten für Drucksysteme RENA GmbH in Otterfing
- 2009: Neopost integriert die RENA GmbH, Neopost-Gruppe übernimmt AW Postcom GmbH in Freiburg
- 2011: Neopost-Gruppe integriert Piepmeyer & Harmeyer
- 2012: Gründung der SendEasy GmbH – eines Online-Portals für gewerblichen Paketversand, SendEasy GmbH ist 100%ige Tochtergesellschaft von Neopost. Neopost integriert GMC Software Technology (seit August 2017: Quadient Germany).
- 2014: Die Hans Hoepfner Büromaschinen GmbH aus Köln wird eine neue Handelstochtergesellschaft von Neopost.
- 2016: Neopost wird neuer Gesellschafter der icon Systemhaus GmbH